# Glomerulosclerosi segmentaria e focale
La glomerulosclerosi segmentaria e focale (o FSGS, dall'inglese focal segmental glomerulosclerosis) è una patologia che causa sindrome nefrosica nei bambini e negli adolescenti, nonché una delle principali cause di insufficienza renale negli adulti. È anche conosciuta come sclerosi glomerulare focale o glomerulosclerosi focale nodulare.
Rappresenta una sindrome clinico-patologica caratterizzata da proteinuria massiva tipicamente non selettiva, ipertensione sistemica, insufficienza renale, resistenza agli steroidi e lesioni sclero-ialine glomerulari.
Rappresenta circa un sesto dei casi di sindrome nefrosica.

## Epidemiologia
La malattia colpisce in una fascia di età che va dai 10 ai 25-30 anni. Costituisce la causa di circa il 30% delle sindromi nefrosiche nell'adulto e circa la metà delle sindromi nefrosiche nei soggetti di razza nera. Sono segnalati casi di forme familiari ereditarie. Alcuni autori inoltre ritengono che la malattia sia una rara evoluzione della glomerulopatia a lesioni minime.

## Eziologia
Nella maggior parte dei casi, la glomerulosclerosi segmentaria e focale (FSGS in inglese o GSSF in italiano) è idiopatica (forme primitive). Tuttavia è noto che in molte glomerulonefriti in stadio avanzato si può osservare un quadro istologico simile alla FSGS. Inoltre la FSGS può essere secondaria ad AIDS, diabete mellito, malattia di Fabry, sialidosi e malattia di Charcot-Marie-Tooth. Un'altra causa può essere l'ipertensione continuativa dei capillari glomerulari, secondaria, ad esempio ad una agenesia renale Agenesia renalemonolaterale, ad oligomeganefronia, a nefrectomie chirurgiche, a nefropatie da reflusso, a glomerulonefriti o nefriti interstiziali, a nefropatia da cellule falciformi, ad obesità, a disautonomia familiare e a consumo di eroina.

### Classificazione
A seconda della causa è ampiamente classificato come:
- Primaria, quando non viene trovata alcuna causa sottostante; di solito si presenta come sindrome nefrosica

- Secondaria, quando viene identificata una causa sottostante; di solito si presenta con insufficienza renale e proteinuria. Questo è in realtà un gruppo eterogeneo che include numerose cause come:
  - Tossine e droghe come eroina e pamidronato
  - Forme familiari
  - Secondario alla perdita di nefroni e iperfiltrazione, come con pielonefrite cronica e reflusso, obesità patologica, diabete mellito

## Morfologia ed anatomia patologica
La ialinosi interessa solo una parte (glomerulosclerosi segmentaria) di meno del 50% (glomerulosclerosi focale) dei glomeruli nel frammento bioptico prelevato. I primi glomeruli ad essere interessati sono quelli iuxtamidollari. A livello glomerulare si nota un accumulo di materiale ialino acellulare subendoteliale e il distacco tipico dei podociti dalla membrana basale; le anse che originano dai glomeruli interessati sono spesso collassate. Nell'immunofluorescenza, a testimoniare il particolare quadro immunopatogenetico, si notano depositi di C3 e IgM, soprattutto nella zona di accumulo di matrice ialina. La microscopia elettronica rileva la scomparsa dei pedicelli e accumulo di matrice mesangiale. Tra le forme primitive, oltre la forma classica, si riconosce anche una variante cellulare in cui accanto ad una sclerosi coesiste una proliferazione endoteliale e podocitaria. Un'altra forma è quella 'collassante, dove il glomerulo si raggomitola a matassa (presente spesso nelle FSGS accompagnate da insufficienza renale cronica).

### Varianti patologiche
Cinque varianti reciprocamente esclusive della glomerulosclerosi focale segmentale possono essere distinte dai risultati patologici osservati sulla biopsia renale:
- Variante collassante
- Variante della lesione della punta glomerulare
- Variante cellulare
- Variante peri-ilare
- Variante non specificata altrimenti (NOS).

Il riconoscimento di queste varianti può avere un valore prognostico in soggetti con glomerulosclerosi focale segmentaria primaria (ovvero dove non viene identificata alcuna causa sottostante). La variante collassante è associata a un più alto tasso di progressione verso la malattia renale allo stadio terminale, mentre la variante della lesione della punta glomerulare ha un basso tasso di progressione verso la malattia renale allo stadio terminale nella maggior parte dei pazienti. La variante cellulare mostra una presentazione clinica simile al collasso e alla variante della punta glomerulare, ma ha esiti intermedi tra queste due varianti. Tuttavia, poiché il collasso e la variante della punta glomerulare mostrano caratteristiche patologiche sovrapposte con la variante cellulare, questa differenza intermedia nei risultati clinici può riflettere una distorsione di campionamento nei casi di glomerulosclerosi focale segmentale cellulare (cioè variante di collasso non campionata o variante della punta glomerulare). Il significato prognostico delle varianti peri-ilari e NOS non è stato ancora determinato. La variante NOS è il sottotipo più comune. La variante collassante è il tipo più comune di glomerulopatia causata dall'infezione da HIV.

## Quadro clinico
Il quadro clinico è caratterizzato dalle conseguenze (sindrome nefrosica) della proteinuria non selettiva, dell'ipertensione, della microematuria e della insufficienza renale acuta. L'evoluzione è verso l'insufficienza renale cronica nel 60% dei casi.

## Trattamento
Gli steroidi, la ciclofosfamide e la ciclosporina A rappresentano la terapia di elezione. Le dosi sono spesso molto elevate, con terapia che può durare anche 16-24 settimane.